# 伯姓
伯姓是中文姓氏之一，在明朝《百家姓续编》中排第491位。在现代是极罕见的姓氏，但分布广泛。

## 起源
伯姓是源于兄弟间的排列次序。在古代伯是指嫡长子，用次第做氏就有伯氏。其为春秋时期常见的氏，在以后的时代较罕见。

## 郡望
- 河东郡：秦初置河东郡（今山西境内黄河以东地区），郡治在安邑县（今山西夏县西北）。

## 外部連結
[在维基数据编辑]
 《百家姓》
 《欽定古今圖書集成·明倫彙編·氏族典·伯姓部》，出自陈梦雷《古今圖書集成》